# Duško Ivanović
Duško Ivanović (Bijelo Polje, Crna Gora, 1. rujna 1957.), crnogorski bivši košarkaš i današnji košarkaški trener. Trenutačno je trener španjolskog kluba Saski Baskonia.

## Igračka karijera
Karijeru je započeo u KK Jedinstvu - Bijelo Polje. U svojoj karijeri igrao je za KK Budućnost, KK Jugoplastiku, Valvi Gironu, CSP Limoges i Fribourg. Početkom 1980-ih, bio je kapetan "Budućnosti". Bio je kapetan slavne generacije Jugoplastike, s kojom je osvojio dva uzastopna naslova europskog prvaka, današnja Euroliga (1989. i 1990.), tri naslova jugoslavenskog prvaka i kup. U sezonama 1982./1983. i 1983./1984., predvodio je listu najboljih strijelaca u jugoslavenskom prvenstvu. 

## Trenerska karijera
Trenersku karijeru započeo je 1993. u Sisley Fribourg, gdje je igrao kao igrač i pomoćni trener. U sezoni 1994./95. bio je pomoćni trener španjolske Valvi Girone. Četiri godine vodio je švicarski Fribourg Olympic, a istodobno je vodio i švicarsku reprezentaciju. Vodio je još francuski CSP Limoges i TAU Cerámicu. 
14. veljače 2008., Ivanović je postao glavnim trenerom AXA FC Barcelone. Međutim, nakon dvije i pol godine što ih je proveo u Barceloni, dobio je otkaz zbog nedovoljnih uspjeha s klubom. Danas je trener svog bivšeg kluba TAU Cerámice. U sezoni 2008./09., Ivanović je ponio nagradu za najboljeg trenera u Španjolskoj. Tri puta je u sezoni bio trener mjeseca, a do kraja siječnja imao je sjajan omjer u ligi od 19 pobjeda i samo jednog poraza. Uz to, Ivanović je prvi trener pod kojim je neka momčad imala samo četiri poraza u regularnoj sezoni, a to dosad nije uspjelo Željku Obradoviću (1996./97.), Aitu (2000./01.) i Joanu Plazi (2006./07.) koji su imali pet poraza.

## Vanjske poveznice
- Trenerski profil  Arhivirana inačica izvorne stranice od 17. veljače 2021. (Wayback Machine) na Basketpedya.com